# Cashmere (Washington)
Cashmere is een plaats (city) in de Amerikaanse staat Washington, en valt bestuurlijk gezien onder Chelan County.

## Demografie
Bij de volkstelling in 2000 werd het aantal inwoners vastgesteld op 2965.
In 2006 is het aantal inwoners door het United States Census Bureau geschat op 3003, een stijging van 38 (1,3%).

## Geografie
Volgens het United States Census Bureau beslaat de plaats een oppervlakte van
2,3 km², geheel bestaande uit land. Cashmere ligt op ongeveer 241 m boven zeeniveau.

## Plaatsen in de nabije omgeving
De onderstaande figuur toont nabijgelegen plaatsen in een straal van 20 km rond Cashmere.